# High Performance File System
HPFS ist das Dateisystem von OS/2. Es wurde 1989 mit der OS/2-Version 1.2 als erste Implementierung eines installierbaren Dateisystems (IFS) eingeführt. In Gegensatz zum direkt im Systemkern integrierten FAT16-Dateisystem unterstützt es Partitionen bis zu einer theoretischen Größe von 2 Tebibyte (in der Praxis bis zu 64 Gibibyte) und lange Dateinamen mit bis zu 255 Zeichen, sowie sogenannte erweiterte Attribute, die es erlauben, beliebige Metainformationen mit einer Größe bis zu 64 KiB je Datei an eine Datei zu binden, ohne deren Inhalt zu verändern. So lässt sich z. B. eindeutig hinterlegen, mit welcher Anwendung eine Datei bearbeitet werden kann. Hierdurch entfällt gleichzeitig der Zwang, einer Datei eine bestimmte Dateiendung geben zu müssen (wie z. B. unter Windows).
Das fehlende Journaling führt dazu, dass das Dateisystem durch Abstürze verwundbar ist. Aufgrund dessen und der Größenbeschränkungen für Dateien und Partitionen wurde von IBM später das Journaled File System entwickelt, welches seit 2000 von OS/2 unterstützt wird.

## HPFS 386
HPFS wurde in OS/2 in zwei Varianten implementiert. Die Standard-Version lag dem Betriebssystem bei, daneben gab es eine 32-Bit-Variante namens HPFS386, die unter anderem Bestandteil des LAN Server war.

## Unterstützung durch Betriebssysteme

### DOS
Es sind verschiedene Programme zum Lesen von HPFS-Dateisystemen verfügbar. Einige bieten auch Schreibmöglichkeiten an.

### Windows NT
Die ersten Versionen von Windows NT unterstützten neben dem damals neuen Dateisystem NTFS auch HPFS und konnten bei Bedarf auf HPFS-formatierte IFS-Partitionen installiert werden. Windows NT 4.0 unterstützt standardmäßig kein HPFS mehr, es sei denn, es wird eine Update-Installation von Windows NT 4.0 von einer bestehenden Windows NT 3.51-Installation vorgenommen. Der Treiber kann aber auch manuell von der Windows NT 3.51-CD kopiert und installiert werden. Bei Windows 2000 ist der nötige Treiber auf der Windows 2000-CD vorhanden und kann bei Bedarf nachinstalliert werden. In allen Fällen unterstützt der mitgelieferte Treiber lediglich Partitionen bis zu einer Größe von 4 GiB, größere Partitionen werden nicht unterstützt und beim Zugriff zerstört. In Windows XP wurde die HPFS-Unterstützung entfernt – auch ein auf einer HPFS-Partition installiertes Windows-NT-Betriebssystem lässt sich fortan nicht mehr starten.

### Linux
Ein Kernelmodul sorgte ursprünglich nur für den lesenden Zugriff. In späteren Versionen wurde die Schreibfunktionalität hinzugefügt und sonstige Erweiterungen vorgenommen.